# Гаврек
Гаврек (арм. Գավրեք) — гавар провинции Цопк Великой Армении. На сегодняшний день территория исторического гавара Гаврека находится в границах Турции.

## География
Гаврек находится на западе провинции Цопк. На западе Гаврек граничит с Малой Арменией, на севере − с гаварами Дегик и Цопк Шауни провинции Цопк, на востоке и юге − с гаваром Андзит провинции Цопк. 
Столицей Гаврека является город Лусатарич (арм. Լուսաթառիճ), также крупные города - Мушар и Белканиа.
Северной границей гавара является река Арацани.